# Dirección de Educación a Distancia y Aprendizaje Autónomo
La Dirección de Educación a Distancia y Aprendizaje Autónomo (DEADIA) es un organismo superior del Ejército Argentino con asiento en Palermo y bajo la dependencia orgánica de la Dirección General de Educación.

## Reseña
Creada en 2003 con asiento en Palermo y bajo la órbita de la Dirección General de Educación para centralizar e impulsar el sistema de educación a distancia del Ejército Argentino (SEADEA).

## Organización
- Dirección de Educación a Distancia y Aprendizaje Autónomo (DEADIA). Asiento: Palermo (CABA).
  - Escuela de Idiomas del Ejército (Ec Idiomas Ej). Asiento: Palermo (CABA).
  - Escuela de Informática del Ejército (Ec Infor Ej). Asiento: Palermo (CABA).
  - Servicio de Educación a Distancia al Exterior (SEADE). Asiento: Palermo (CABA).
  - Servicio Abierto de Nivel Medio (SANM). Asiento: Palermo (CABA).